# Metz Company

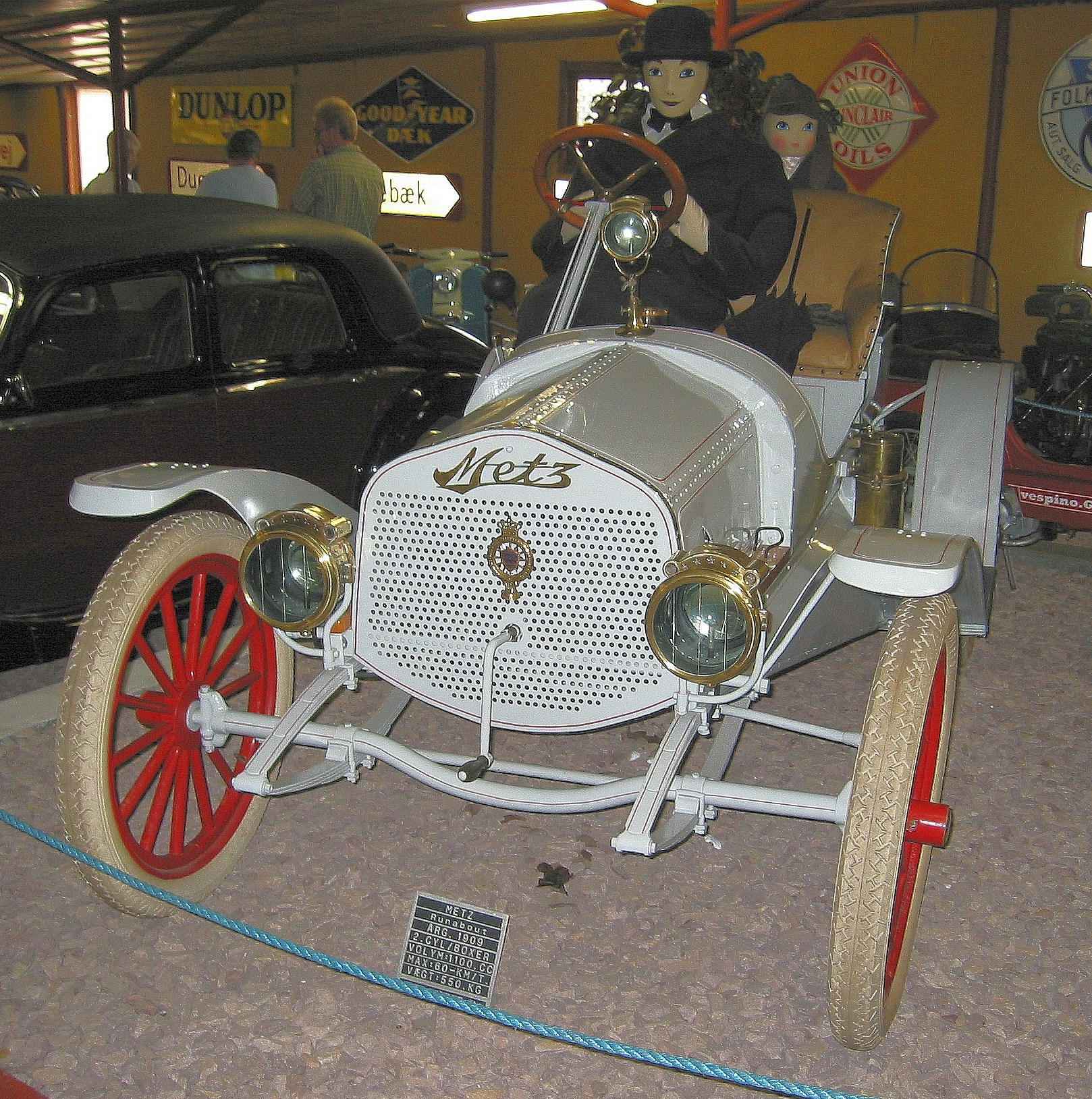
Metz von 1909

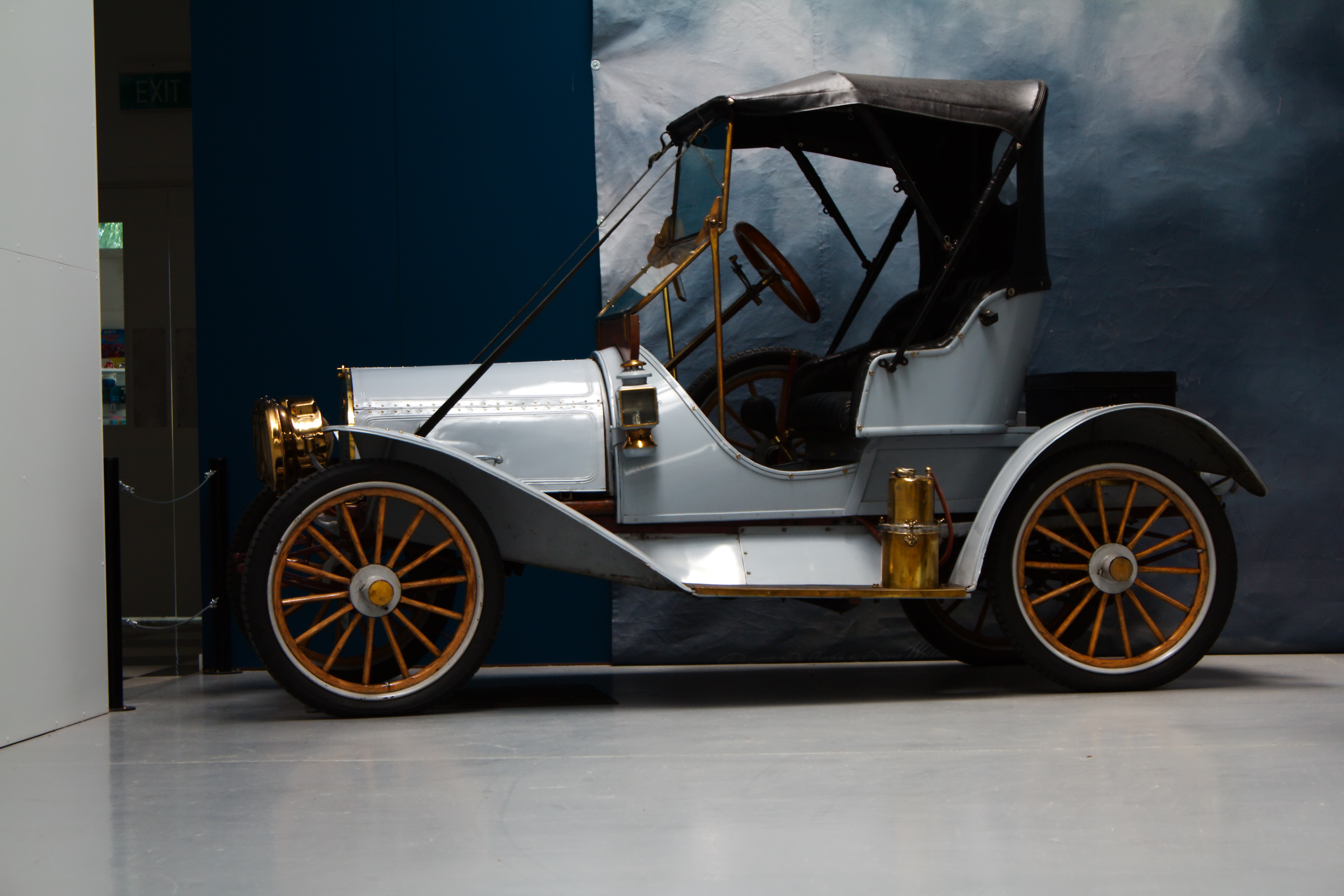
Metz von 1910

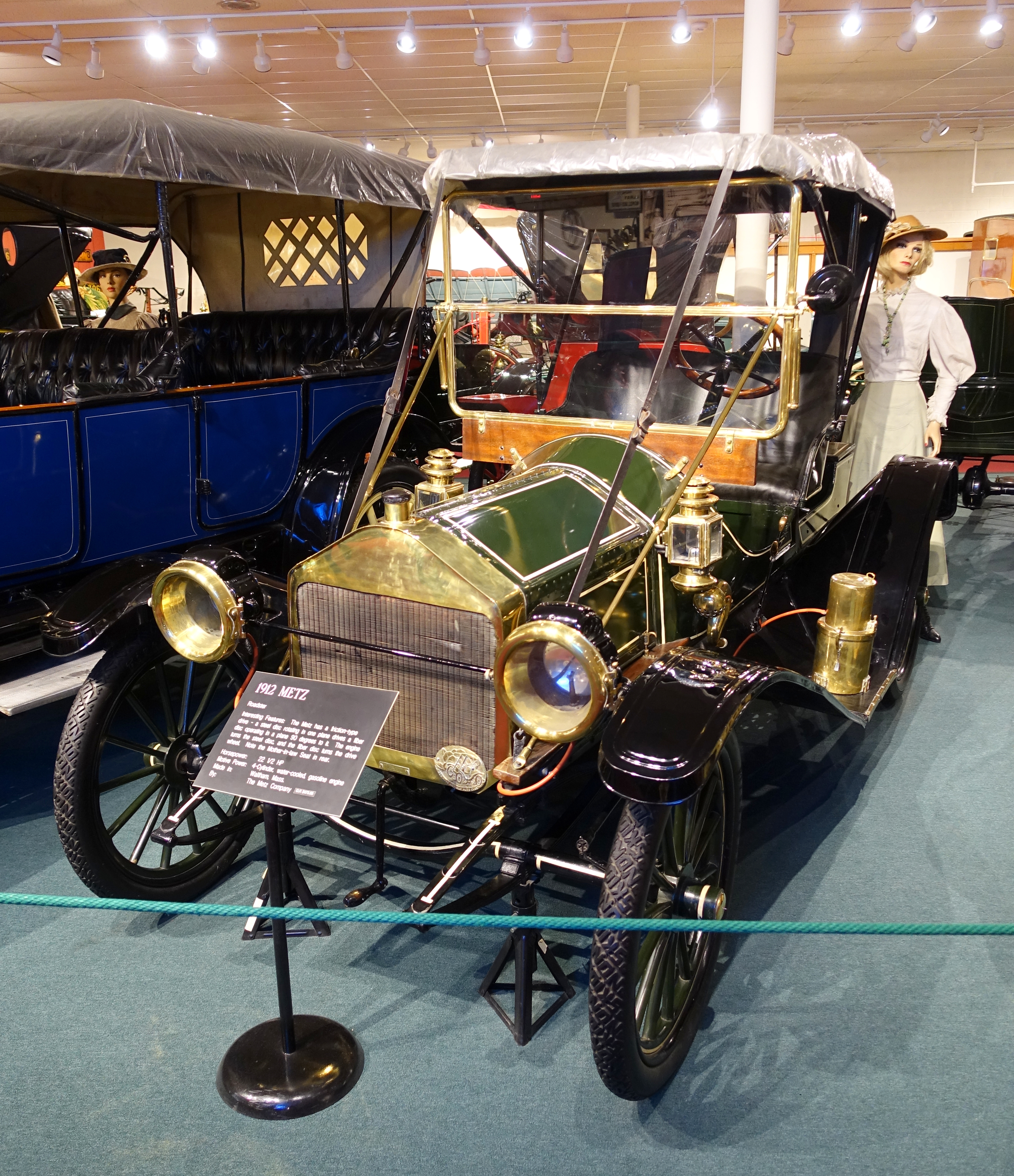
Metz Model 22 von 1912 mit Windschutzscheibe

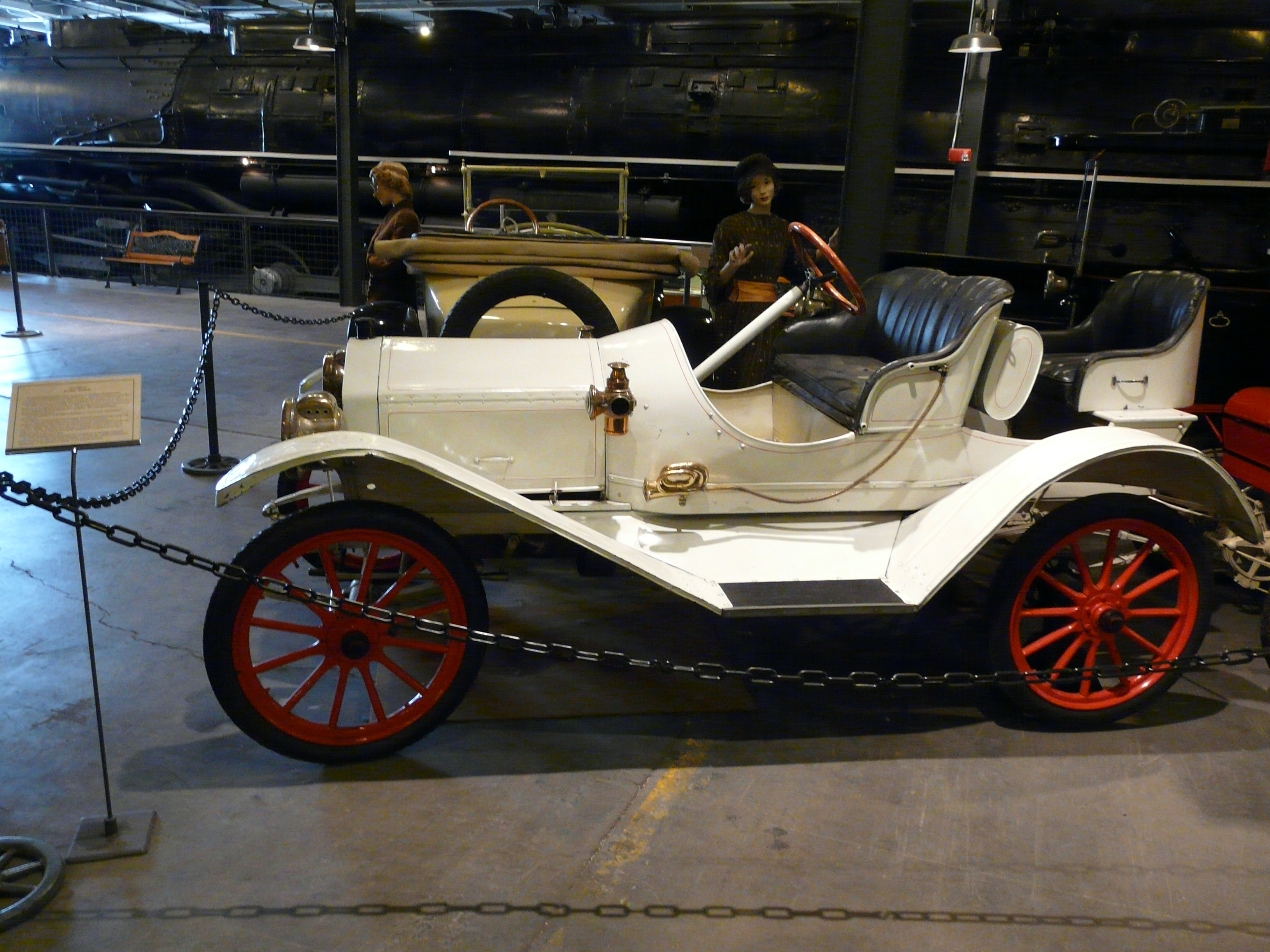
Metz Model 22 von 1912–1914

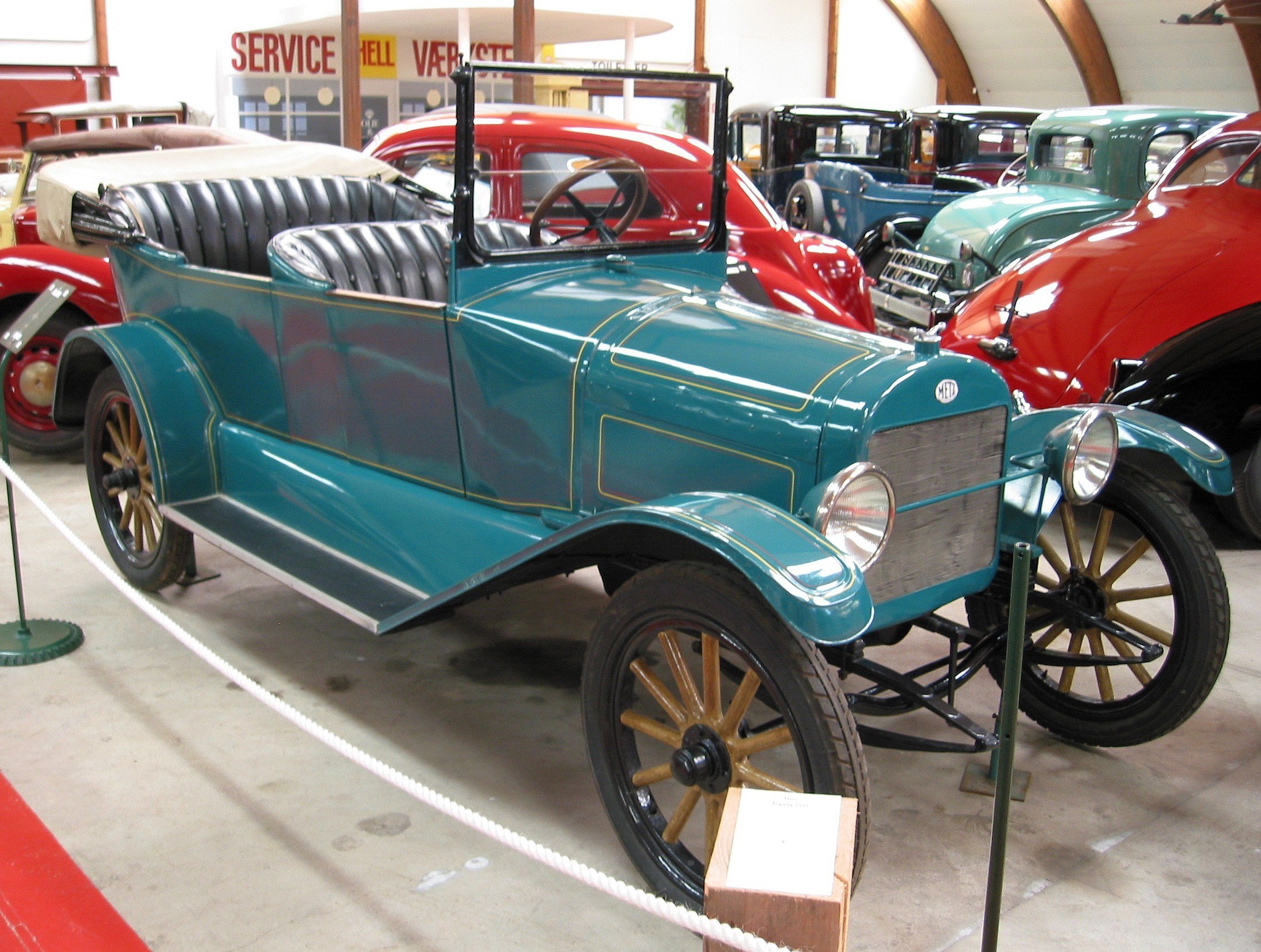
Metz Model 25 von 1915

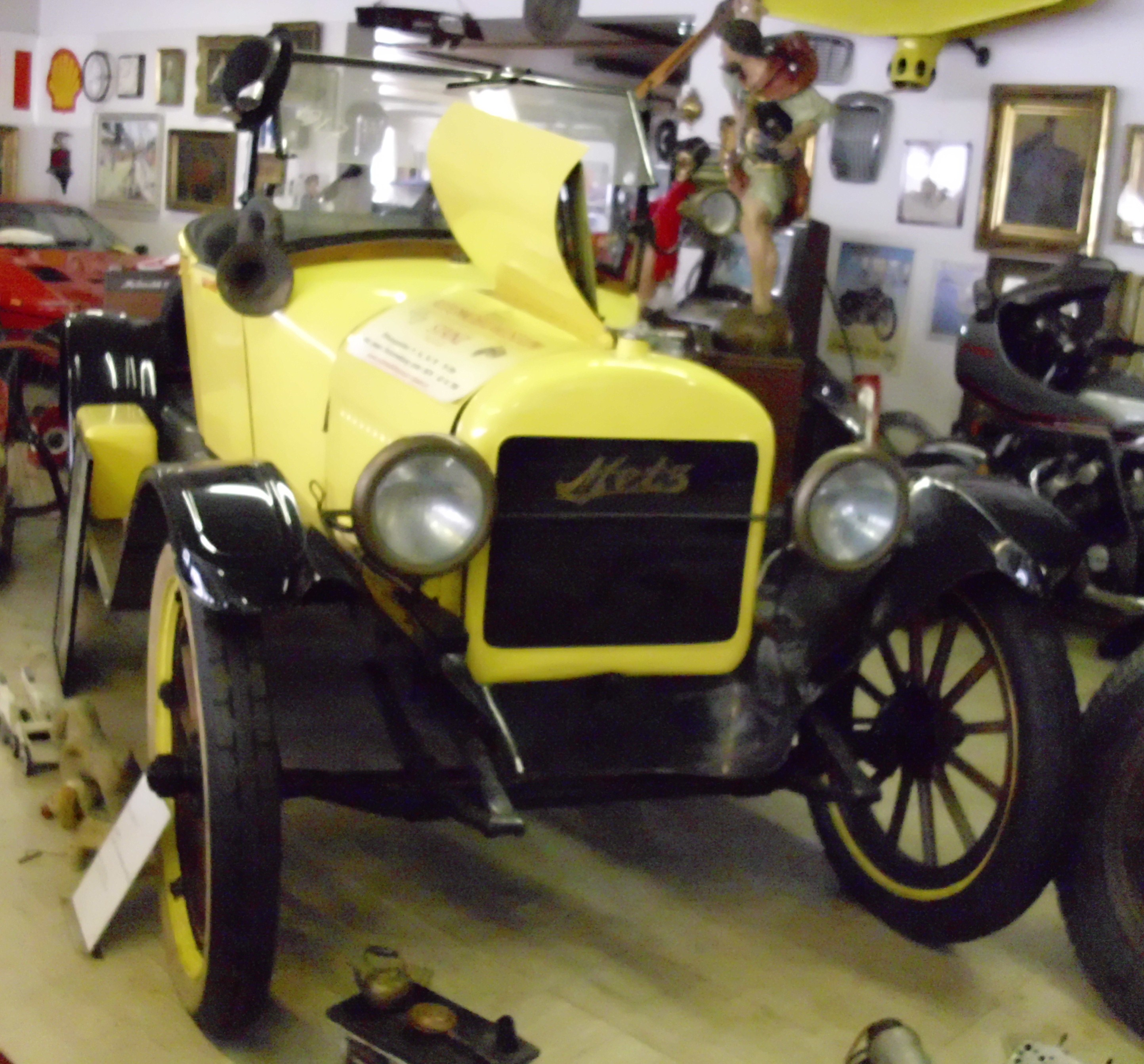
Metz Model 25 von 1917

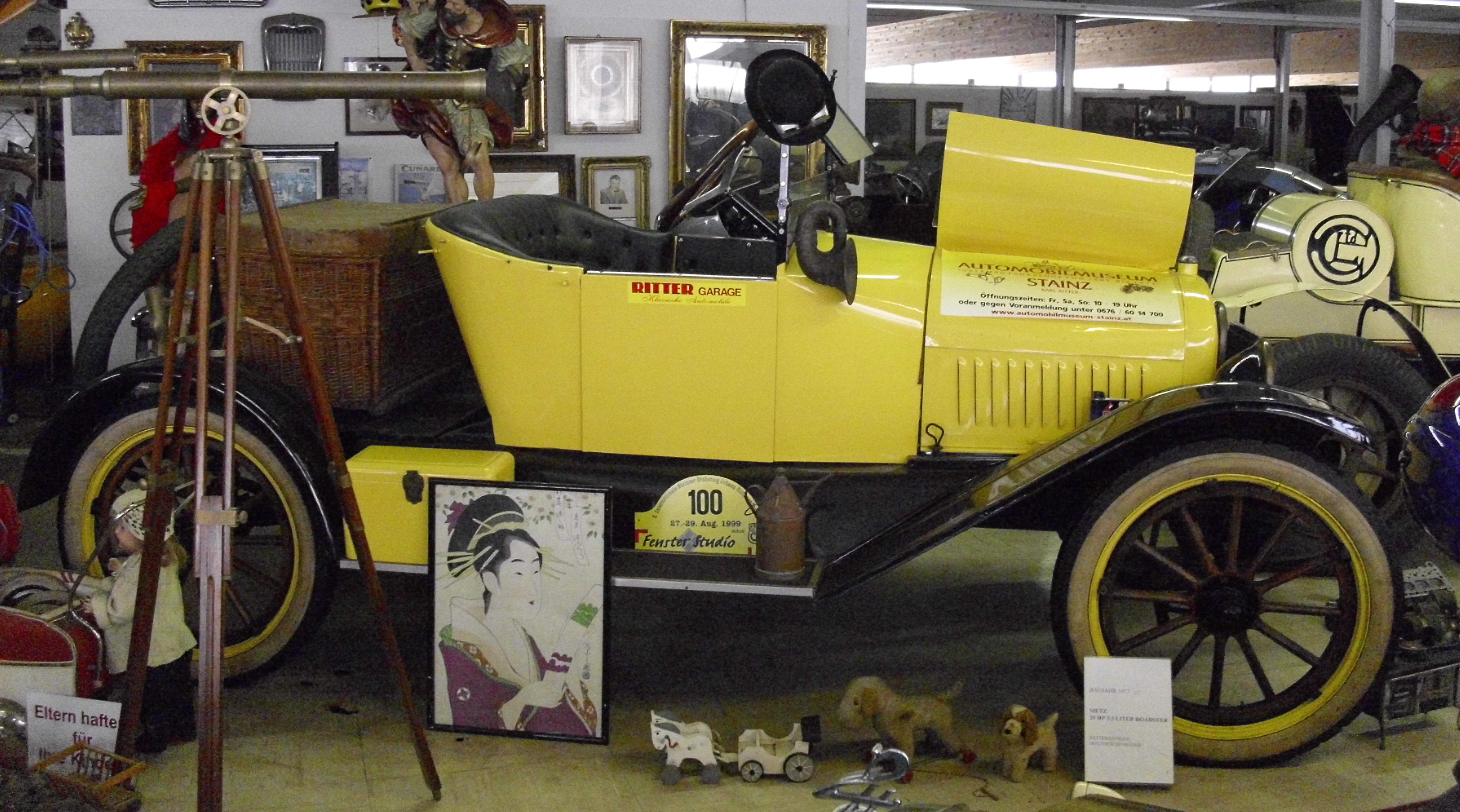
Seitenansicht

Metz Company war ein US-amerikanischer Hersteller von Kraftfahrzeugen.

## Vorgeschichte
Charles Herman Metz hatte 1893 die Waltham Manufacturing Company gegründet und um 1901 wieder verlassen. Im Sommer 1908 übernahm er erneut die Kontrolle des in finanzielle Schwierigkeiten geratenen Unternehmens. Er hatte eine neue Geschäftsidee. Es waren viele Teile für Automobile vorrätig. Metz bot die Teile in 14 Paketen an, die die Käufer nacheinander erwarben und daraus selbst komplette Fahrzeuge fertigten. Jedes Paket kostete 25 US-Dollar, sodass der Kaufpreis insgesamt 350 Dollar betrug. Metz sparte sich auf diese Weise die Kosten für den Zusammenbau durch eigene Mitarbeiter. Diese Fahrzeuge erhielten den Markennamen Metz und den Zusatz Plan. Auf diese Weise sanierte er das Unternehmen bis Sommer 1909.

## Unternehmensgeschichte
Metz gründete im Sommer 1909 das Unternehmen als Nachfolgegesellschaft. Der Sitz war ebenfalls in Waltham in Massachusetts. Er setzte die Produktion von Bausätzen fort und stellte ab 1909 auch komplette Automobile her. Der Markenname lautete weiterhin Metz. 1912 wurden die Bausatzautos aufgegeben. Viele Fahrzeuge wurden nach Europa, Australien und Thailand exportiert. 1917 kamen Nutzfahrzeuge dazu. 1918 kam die Produktion wegen des Ersten Weltkriegs zum Erliegen. Sie wurde 1919 fortgesetzt. Die Verkaufszahlen sanken. Finanzielle Probleme begannen. Im Dezember 1921 führte eine Reorganisation zu Waltham Motor Manufacturers. Damit endete die Produktion von Fahrzeugen der Marke Metz.

## Fahrzeuge
Im Modelljahr 1909 gab es nur den 10 HP als Kit Car. Er hatte einen Zweizylindermotor. 82,55 mm Bohrung und ebenfalls 82,55 mm Hub ergaben 884 cm³ Hubraum. Die Motorleistung von 10 PS wurde über ein Friktionsgetriebe und eine Kette an die Hinterachse übertragen. Das Fahrgestell hatte 206 cm Radstand. Der Aufbau war ein offener Runabout mit zwei Sitzen.
1910 wurde die Bohrung auf 88,9 mm erhöht. Nun betrug der Hubraum 1025 cm³ und die Motorleistung 12 PS. Der Neupreis für die Teile stieg auf 378 Dollar. Das Komplettfahrzeug kostete 475 Dollar.
Für 1911 sind nur ein Runabout für 485 Dollar und ein Spezial-Lieferwagen für 500 Dollar überliefert.
1912 erschien das Model 22. Es hatte einen Vierzylindermotor mit 95,25 mm Bohrung, 101,6 mm Hub und 2896 cm³ Hubraum. Der Motor war mit 22 PS angegeben. Der Radstand betrug 229 cm. Einziger Aufbau war ein Roadster mit zwei Sitzen. Als Bausatz kostete er 495 Dollar und fertig montiert 600 Dollar.
1913 standen ein zweisitziger Runabout für 495 Dollar und ein ebenfalls zweisitziger Spezial-Runabout für 395 Dollar zur Wahl.
Für 1914 sind gleichfalls nur zweisitzige Fahrzeuge überliefert. Roadster und Torpedo kosteten 475 Dollar, Speedster 500 Dollar.
1915 wurde der Radstand auf 244 cm verlängert. Der Torpedo entfiel. Der Roadster stand mit 495 Dollar in den Preislisten, der Speedster weiterhin für 500 Dollar. Neu war das Model 25. Eine erhöhte Zylinderbohrung von 98,425 mm sorgte für 3092 cm³ Hubraum und 25 PS Leistung. Der Radstand betrug 267 cm. Angeboten wurden Roadster mit zwei Sitzen und Tourenwagen mit fünf Sitzen für einheitlich 600 Dollar.
1916 entfiel das kleinere Modell. Beim Model 25 wurde der Radstand auf 274 cm verlängert. Sonst änderte sich nichts.
Für 1917 ist die Anzahl der Sitze nicht mehr angegeben.
1919 erschien der Master 6. Der Sechszylindermotor kam von Lycoming oder der Ruthenber Motor Company. Er war mit 45 PS angegeben und trieb über ein Dreiganggetriebe und eine Kardanwelle die Hinterachse an. Der Radstand maß 297 cm. Die Karosserie war ein offener Tourenwagen mit fünf Sitzen.
1920 wurde der Radstand auf 305 cm verlängert. Ein Roadster mit drei Sitzen und ein Coupé mit vier Sitzen ergänzten das Karosserieangebot.
1921 bot der Roadster nur noch zwei Sitze. Neu war eine Limousine mit fünf Sitzen.

## Pkw-Modellübersicht
| Jahr | Modell   | Zylinder | Leistung (PS) | Radstand (cm) | Aufbau                                                                      |
| ---- | -------- | -------- | ------------- | ------------- | --------------------------------------------------------------------------- |
| 1909 | 10 HP    | 2        | 10            | 206           | Plan Runabout 2-sitzig                                                      |
| 1910 | 12 HP    | 2        | 12            | 206           | Plan Runabout 2-sitzig, Assembled Runabout 2-sitzig                         |
| 1911 | 12 HP    | 2        | 12            | 206           | Runabout, Spezial-Lieferwagen                                               |
| 1912 | Model 22 | 4        | 22            | 229           | Plan Roadster 2-sitzig, Assembled Roadster 2-sitzig                         |
| 1913 | Model 22 | 4        | 22            | 229           | Runabout 2-sitzig, Spezial-Runabout 2-sitzig                                |
| 1914 | Model 22 | 4        | 22            | 229           | Roadster 2-sitzig, Speedster 2-sitzig, Torpedo 2-sitzig                     |
| 1915 | Model 22 | 4        | 22            | 244           | Roadster 2-sitzig, Speedster 2-sitzig                                       |
| 1915 | Model 25 | 4        | 25            | 267           | Roadster 2-sitzig, Tourenwagen 5-sitzig                                     |
| 1916 | Model 25 | 4        | 25            | 274           | Tourenwagen 5-sitzig, Roadster 2-sitzig                                     |
| 1917 | Model 25 | 4        | 25            | 274           | Tourenwagen, Roadster                                                       |
| 1919 | Master 6 | 6        | 45            | 297           | Tourenwagen 5-sitzig                                                        |
| 1920 | Master 6 | 6        | 45            | 305           | Tourenwagen 5-sitzig, Roadster 3-sitzig, Coupé 4-sitzig                     |
| 1921 | Master 6 | 6        | 45            | 305           | Tourenwagen 5-sitzig, Roadster 2-sitzig, Coupé 4-sitzig, Limousine 5-sitzig |

Quelle:

## Pkw-Produktionszahlen
Insgesamt entstanden über 40.000 Personenkraftwagen.
| Jahr  | Produktionszahl |
| ----- | --------------- |
| 1909  | 1.816           |
| 1910  | 1.913           |
| 1911  | 1.812           |
| 1912  | 2.336           |
| 1913  | 5.312           |
| 1914  | 6.230           |
| 1915  | 7.163           |
| 1916  | 6.130           |
| 1917  | 3.120           |
| 1918  | 1.312           |
| 1919  | 1.275           |
| 1920  | 810             |
| 1921  | 853             |
| Summe | 40.082          |

## Motorsport

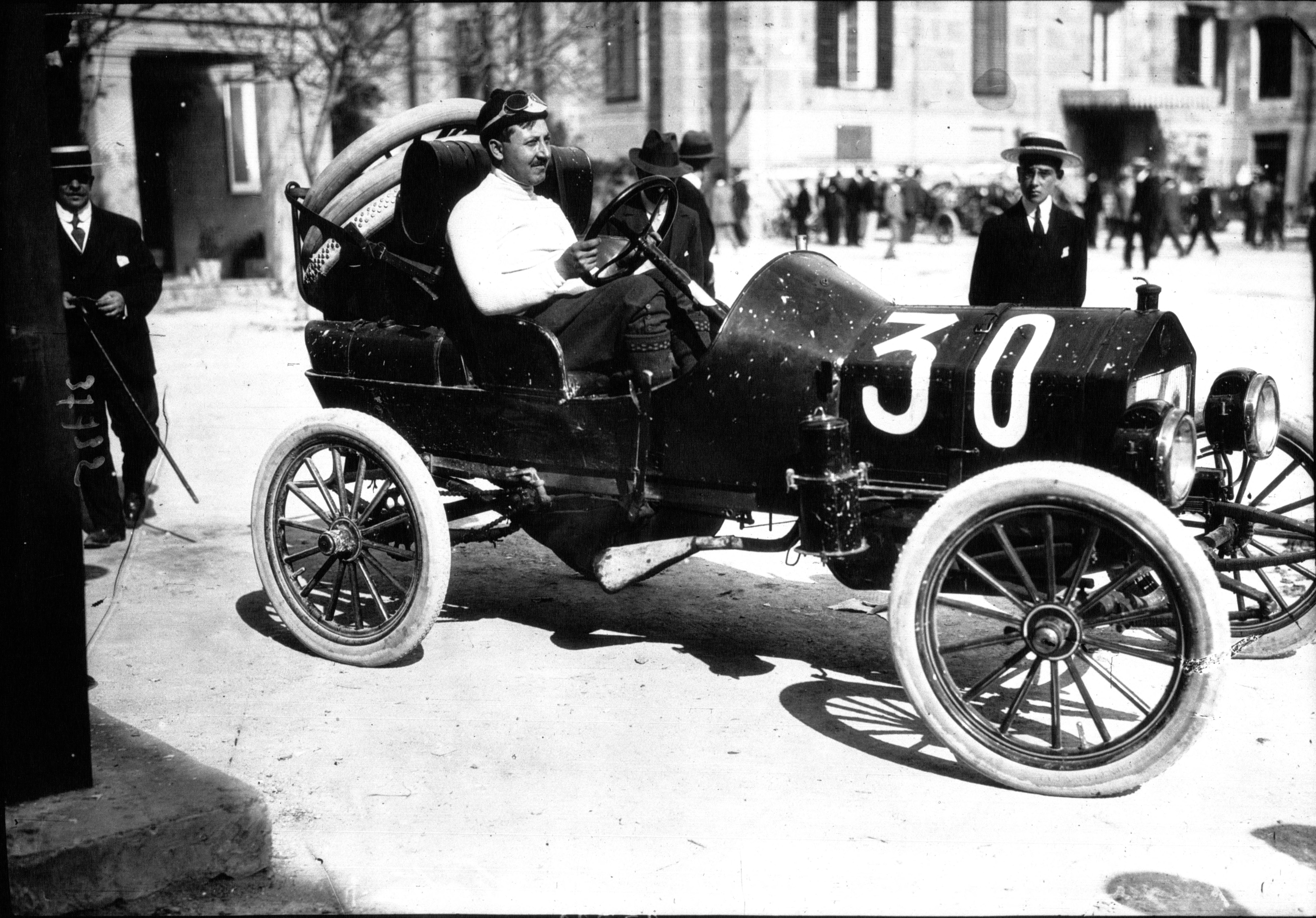
Gaetano Napoli mit einem Metz bei der Targa Florio 1913

1913 gewannen drei Fahrzeuge die Team-Wertung bei der Glidden Tour.
Ebenfalls 1913 nahm Gaetano Napoli mit einem Metz an der Targa Florio teil.

## Flugzeugbau
Zumindest 1911 wurden auch Flugzeuge angeboten. Sie waren sowohl in Bauteilen als auch komplett erhältlich. Es werden Motoren mit 30 PS, 60 PS und 120 PS Leistung genannt.